# 藤塚町 (高松市)
藤塚町（ふじつかちょう）は、香川県高松市中心部の町丁。郵便番号は760-0071。大部分が住居表示に関する法律に基づく住居表示実施地区で、実施地区には一丁目〜三丁目が存在する。

## 地理
高松市役所より1.0km、高松市中心部の南に位置し、西は中央通り、南はJR高徳線、東は市道、北は市道馬場田町線、市道藤塚町多賀町線及び観光通りによって区切られている。
一丁目の中央通り沿いにはオフィスビルが立ち並び、田町商店街から延びる旧街道の市道丸亀町栗林線沿線には下町の商店街が形成されている。二丁目は下町の住宅街である。二丁目とはことでん琴平線の鉄道敷を挟んだ三丁目は、県道160号高松港栗林公園線が目抜き通りとなるJR栗林駅の駅前で住宅、商店、工場が混在している。
2010年国勢調査による人口は2712人（男1227人/女1485人）、世帯数は1557世帯、面積は24万8209.02m2、人口密度は1万0926.3人/km2。公立小学校・中学校の校区は一丁目1番が亀阜小学校・紫雲中学校、1番を除く一丁目、二丁目、藤塚町（○丁目無し地域）が栗林小学校・桜町中学校、三丁目が花園小学校・玉藻中学校に属している。
町内における都市計画法に基づく用途地域は、中央通り沿いが容積率600%、藤塚町（○丁目無し地域）が500%、それら以外の観光通り及び市道魚屋町栗林線に面した街区並びに同市道以西、市道中野町御坊川線以北及び市道常磐町栗林線以西が400%のいずれも商業地域で、それ以外が容積率300%、建ぺい率80%の近隣商業地域である。

### ○丁目表記・非表記混在現象
町内の大部分では住居表示が実施されており、これらの地区では「藤塚町」の後に一丁目から三丁目が付くが、藤塚町6番地のみは住居表示が実施されずに残り、ここでは「藤塚町」の後には何も付かずに直接地番を表記する。また、これらの地域の郵便番号は共通である。
高松市の場合、藤塚町のように一つの町丁内部における○丁目表記・非表記の混在現象は、すなわち住居表示の実施区域と非実施区域の混在と同義である。
1945年（昭和20年）7月4日の高松空襲で壊滅的な被害を受けた高松市中心部では大部分で土地区画整理事業（戦災復興土地区画整理事業）が施行され、施工面積は358.2ha（358万1838m2）に及び、3工区3次に分けて行われた。区画整理の最終的な完工となる換地処分は工区ごとに1958年（昭和33年）7月10日、1964年（昭和39年）1月25日、1970年（昭和45年）5月19日であり、区画整理を終えた地区には換地処分と同時に地番整理が行われた。その後1964年（昭和39年）から順次住居表示が実施され始めた。高松市の場合、既に地番整理が行われた地区では住居表示が実施されない場合があり、当然ながら実施地区と非実施地区の境目ができる。すると、道路の配置などの都合によってその境目が一つの町の中にできる場合があり、その一つが藤塚町6番地であり、○丁目表記・非表記混在現象が起こった。

## 歴史
古くは富士塚町とも書いた。地名の由来は生駒氏家臣の佐藤道益の墓塚があったからという説や、飲酒の上通行人に悪事を働いていた藤という山伏が生駒公に斬らされ、その塚である徳善寺境内の藤塚からきたという説がある。
天保元年（1831年頃）、香川郡中ノ村から分離し藤塚町が成立。1890年（明治23年）には中ノ村、上ノ村と併せて栗林村が成立し藤塚町はその大字となる。1921年（大正10年）11月1日には栗林村が高松市と合併し、高松市の町丁として旧大字を継承した藤塚町が成立した。
戦災復興土地区画整理事業の完工と同時に行われた地番整理により、1958年（昭和33年）に6番地を除く西部の大部分に一丁目〜二丁目が設置され同時に中野町の一部を編入した。住居表示の実施を機に東部においては1964年（昭和39年）に三丁目が設置され同時に一部が観光通一丁目〜二丁目、桜町一丁目〜二丁目、栗林町一丁目〜三丁目へ編入された。

## 主要施設
掲載順は住居表示による街区符号・住居番号順
| - 高松藤塚郵便局 - 穴吹工務店本社 | 藤塚町二丁目 | - 高松少年鑑別所 - 浄正寺 - 日本共産党香川県委員会 - コープかがわ コープ栗林 - JR高徳線栗林駅 |